# Saint-Sauveur-de-Peyre
Saint-Sauveur-de-Peyre är en kommun i departementet Lozère i regionen Occitanien i södra Frankrike. Kommunen ligger i kantonen Aumont-Aubrac som tillhör arrondissementet Mende. År 2018 hade Saint-Sauveur-de-Peyre 244 invånare.

## Befolkningsutveckling
Antalet invånare i kommunen Saint-Sauveur-de-Peyre
| Referens: INSEE |